# Alaudala athensis
La terrera de Athi (Alaudala athensis) es una especie de ave paseriforme de la familia Alaudidae propia del este de África. Se encuentra únicamente en el sur del Kenia y el norte de Tanzania.

## Taxonomía
La terrera de Athi originalmente se incluyó en el género Spizocorys y después se clasificó en el género Calandrella, hasta que fue trasladada al género Alaudala en 2014. También fue considerada una subespecie de la terrera somalí (Alaudala somalica). 